# Apamée de Mésène
Apamée de Mésène est une ville de l’ancienne Mésopotamie, située au sud de l’île de Mésène, près du confluent du Tigre et de l’Euphrate. Pline appelait cette ville Digba; elle correspondrait aujourd’hui à Kornah.